# Балаба Назар Андрійович
Назар Андрійович Балаба (нар. 10 травня 2005, Рівне, Україна) — український футболіст, центральний захисник рівненського «Вереса».

## Клубна кар'єра
Народився 10 травня 2005 року в Рівному. Вихованець ДЮСШ «Вереса». У 12-річному віці перебрався до академії «Динамо», у складі якого з 2018 по 2022 рік виступав у ДЮФЛУ. Наприкінці лютого 2022 року переведений до команди киян U-19, у складі якої виступав у юнацькому чемпіонаті України.
На початку лютого 2025 року потрапив до сфери інтересів «Вереса», куди вже в середині лютого тогож року прибув на перегляд. На початку березня 2025 року підписав 3-річний контракт з рівненським клубом. За даними інформаційного порталу Transfermarkt за свого вихованця «Верес» заплатив динамівцям 20 000 євро. Вперше до заявки рівнян потрапив 2 березня 2025 року на переможний (2:1) домашній поєдинок 19-го туру Прем'єр-ліги України проти ковалівського «Колоса», але усі 90 хвилин просидів на лаві запасних. У дорослому футболі дебютував 13 квітня 2025 року в переможному (2:1) виїзному поєдинку 24-го туру Прем'єр-ліги України проти луганської «Зорі». Назар вийшов на поле на 90+2-й хвилині замість Дмитра Кльоца.

## Кар'єра в збірній
У футболці юнацької збірної України (U-17) дебютував 26 серпня 2021 року в переможному (4:0) домашньому товариському поєдинку проти юнацької збірної Вірменії (U-17). Назар вийшов на поле в стартовому складі та відіграв увесь матч, а на 66-й хвилині відзначився першим голом на міжнародному рівні. У футболці юнацької збірної України (U-17) відзначився 3-ма голами у 8-ми матчах.
У футболці юнацької збірної України (U-19) дебютував 10 жовтня 2023 року в програному (2:4) виїзному поєдинку юнацької збірної Південної Кореї (U-18). Балаба вийшов на поле в стартовому складі та відіграв увесь матч, а на 52-й хвилині отримав жовту картку. Єдиним голом за команду U-19 відзначився 15 жовтня 2023 року на 24-й хвилині переможного (4:3) виїзного товариського поєдинку проти молодіжної збірної Марокко. Назар вийшов на поле в стартовому складі та відіграв увесь матч. Загалом за юнацьку збірну України (U-19) відзначився 1-м голом у 3-х матчах.